# خانه سید وهاب‌الدین مؤمنی
خانه سید وهاب الدین مؤمنی مربوط به دوره پهلوی است و در شهرستان فومن، شهرک تاریخی ماسوله واقع شده و این اثر در تاریخ ۲۵ اسفند ۱۳۸۰ با شمارهٔ ثبت ۵۳۷۴ به‌عنوان یکی از آثار ملی ایران به ثبت رسیده است.